# Bernd Wagner (Kriminalist)

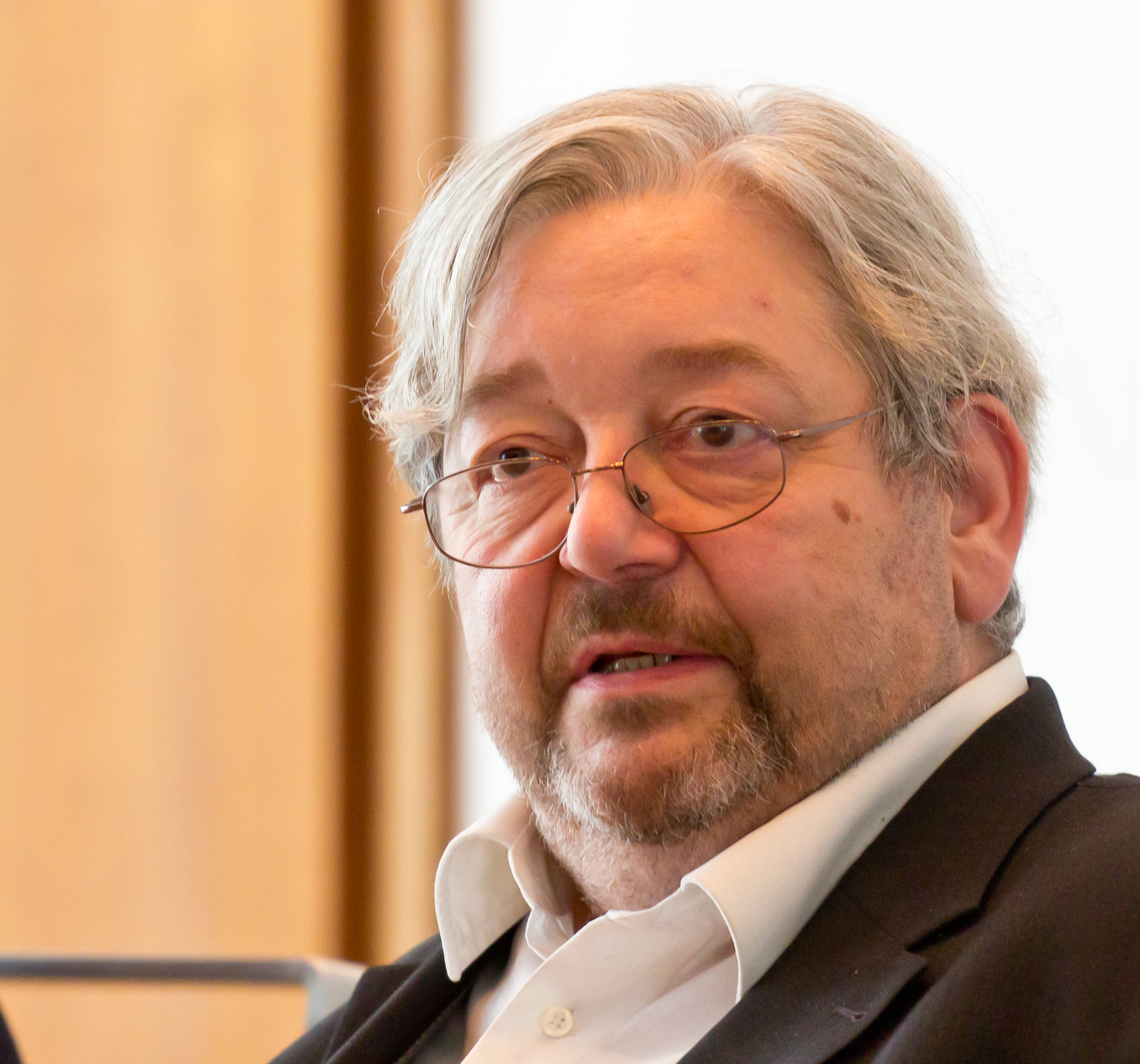
Bernd Wagner, 2013

Bernd Wagner (* 1955 in Frankfurt (Oder)) ist ein deutscher Kriminalist und Experte zum Thema Rechtsextremismus und Rechtsradikalismus. Wagner ist gemeinsam mit Ingo Hasselbach Gründer der Initiative Exit-Deutschland.

## Werdegang
Bernd Wagner studierte an der Humboldt-Universität zu Berlin Kriminalistik. Als Diplom-Kriminalist arbeitete er in der DDR und in der Bundesrepublik als Kriminalpolizist, zuletzt beim Polizeilichen Staatsschutz. Seine Tätigkeit erstreckte sich auf verschiedene Bereiche, so auch der Ausländer- und Wirtschaftskriminalität. Zuletzt diente er als Oberstleutnant der Kriminalpolizei (OSL d. K) und leitete ein Referat in der Hauptabteilung Kriminalpolizei im Ministerium des Inneren der DDR. 1975 trat er in die SED ein und blieb Mitglied bis 1989.
Nach der Wende war er Kriminaloberrat im Zentralen Kriminalamt der DDR sowie im Gemeinsamen Landeskriminalamt der Neuen Bundesländer. In der Volkspolizei wurde Wagner 1988/1989 als Leiter des Referates VW/SE und zeitweilig als Leiter einer AG Skinhead in der Hauptabteilung Kriminalpolizei eingesetzt. Dort befasste er sich auch mit Studien zum ostdeutschen Neonazismus. Im Zentralen Kriminalamt der DDR unter Innenminister Peter-Michael Diestel (DSU) war er Leiter der Abteilung Extremismus/Terrorismus. Als wissenschaftlicher Mitarbeiter im Programm der Bundesregierung Aktionsprogramm gegen Aggression und Gewalt Jugendlicher in den Neuen Bundesländern (AgAG) war er von 1992 bis 1994 im Institut für Sozialarbeit und Sozialpädagogik (ISS) in Frankfurt am Main tätig. Von 1996 bis 2001 arbeitete er als wissenschaftlicher Mitarbeiter im Mobilen Beratungsteam Brandenburg (MBT) der Regionalen Arbeitsstellen für Ausländerfragen, Jugendarbeit und Schule (RAA) Brandenburg.
1997 gründete er das Zentrum Demokratische Kultur (ZDK) in Berlin, das seit 2004 eine gemeinnützige GmbH ist und heute ZDK Gesellschaft Demokratische Kultur heißt. Im Jahr 2000 folgte die Gründung der Initiative EXIT-Deutschland und 2008 die Mitgründung des Aktionskreises ehemaliger Extremisten. Auf ihn geht das Exit-CaseManagement und die Exit-Familienhilfe sowie die ausstiegsorientierte Methodik von HAYAT-Deutschland und den verschiedenen Projekten der antiislamistischen Initiative zurück. Er gründete im Jahr 2008 die Zeitschrift Journal Exit. Zeitschrift für Deradikalisierung und demokratische Kultur, die heute internetbasiert erscheint. Er inspirierte die Gründung des Aktionskreises ehemaliger Extremisten, der unter dem Dach von EXIT-Deutschland tätig ist.

## Wirken
Bernd Wagner war Mitherausgeber des Handbuch Rechtsradikalismus (2002) und veröffentlichte Freiheitsfeindliche Gewalt (2012) sowie zahlreiche Aufsätze zum Thema Rechtsextremismus. Auch international finden seine Studien Beachtung.
Unter seiner Leitung wurden Kommunalstudien zu Fragen von Demokratie und Extremismus in den neuen Bundesländern durchgeführt und das Beratungslabel Community Coaching entwickelt und erprobt. Die zentrale Fragestellung ist die nach der demokratischen Kultur im Alltagsleben von Städten und Gemeinden und ihrer Bewohner. Extremistische Bedrohungen werden thematisiert, die von Ideologien und Gewalttätern sowie ihren Zusammenschlüssen ausgehen, welche die Freiheit und Würde des einzelnen Menschen abwerten oder verwerfen. Rechtsextremismus, Antisemitismus, Islamismus und Linksextremismus gehören dazu.
2010 gründete Wagner die Arbeitsstelle Islamismus und Ultranationalismus (AStIU) mit, die sich mit menschenrechtsfeindlichen Ideologien und Bewegungen beschäftigt. Er gründete in der ZDK Gesellschaft Demokratische Kultur gGmbH die Initiative HAYAT-Deutschland mit, die heute mit der Beratungsstelle HAYAT u. a. Familien und Ausstiegswillige aus dem Islamismus berät. Im Jahr 2014 gründete Wagner die Initiative DNE-Deutschland, das Diagnostisch-therapeutische Netzwerk Extremismus. Im gleichen Jahr nahm das Unternehmen Widerschein ibbm UG im Sektor Information, Beratung, Bildung und Medien die Arbeit auf, die mit dem Zentrum Demokratische Kultur zusammenarbeitet und deren Arbeit außerhalb des gemeinnützigen Sektors mit sicherstellt.
2014 wurde Bernd Wagner mit dem Verdienstkreuz am Bande ausgezeichnet und damit sein Engagement gegen den Rechtsextremismus gewürdigt.
Wagner wurde 2013 an der Kulturwissenschaftlichen Fakultät der Europa-Universität Viadrina in Frankfurt/Oder zum Doktor der Philosophie promoviert.
Er war 2013 Sachverständiger im ersten Bundestags-Untersuchungsausschuss zur Terrorgruppe Nationalsozialistischer Untergrund.
Wagner war Mitglied des Beirats des Bündnis für Demokratie und Toleranz.

## Auszeichnungen
- 1999: Theodor-Heuss-Medaille
- 2012: Freymuth-Preis[6]
- 2013: Bernd Wagner und EXIT-Deutschland erhielten den Sonderpreis des Remarque-Friedenspreis der Stadt Osnabrück.[7]
- 2014: Bundesverdienstkreuz am Bande[8]
- 2017: Land Brandenburg – Landtagsmedaille

## Veröffentlichungen (Auswahl)
- Rechtsradikalismus in der Spät-DDR. Zur militant-nazistischen Radikalisierung in der DDR-Gesellschaft. Dissertation. Edition Widerschein, Berlin, 2014.
- mit Fabian Wichmann und Ulrike Krause: Ausstiegsblätter – Hinweise zum Ausstieg mit EXIT-Deutschland. Hrsg. ZDK Gesellschaft Demokratische Kultur gGmbH, Berlin 2014.
- Rechtsradikalismus. Junge Rechtsradikale im Strafverfahren, Auflagen und Weisungen, Möglichkeiten und Grenzen in der Deradikalisierung. Hrsg. ZDK Gesellschaft Demokratische Kultur gGmbH, Berlin, 2008, ISBN 978-3-945529-01-0.
- Jugend-Gewalt-Szenen. Zu kriminologischen und historischen Aspekten in Ostdeutschland. Gesellschaft für Dokumentation, Information, Publizistik und Weiterbildung, Berlin 1995, ISBN 3-931003-01-9.
- Volkstod und Unsterblichkeit. Moderner Rechtsextremismus in Südbrandenburg – Agitation, Erscheinungsbild und Kontinuität. Hrsg. ZDK Gesellschaft Demokratische Kultur, Berlin Juni 2011.
- Lagebericht. Rechtsextremismus im Landkreis Dahme-Spreewald. Hrsg. ZDK Gesellschaft Demokratische Kultur, Berlin Mai 2011.
- Lebensbilder – Der Katalog EXIT-Deutschland. Hrsg. ZDK Gesellschaft Demokratische Kultur, Berlin Juni 2012.
- Familien stärken – gegen Extremismus und Gewalt. Modellprojekt der ZDK Gesellschaft Demokratische Kultur. Hrsg. ZDK Gesellschaft Demokratische Kultur, Berlin 2010.
- Letzter Halt: Ausstieg Wege aus der rechtsextremen Szene EXIT-Deutschland. ZDK Gesellschaft Demokratische Kultur, Berlin 2006.
- als Hrsg. mit Thomas Grumke: Handbuch Rechtsradikalismus. Leske + Budrich, Opladen 2002, ISBN 3-8100-3399-5.
- Neuer Rechtsextremismus und „kulturelle Subversion“ in den neuen Ländern. Studie. Zentrum Demokratische Kultur, Berlin 1998.
- als Hrsg.: Handbuch Rechtsextremismus: Netzwerke, Parteien, Organisationen, Ideologiezentren, Medien. Rowohlt, Reinbek bei Hamburg 1994.

Beiträge
- Tunnel Licht Blicke. Aus der Praxis arbeitsmarktorientierter Ausstiegsarbeit der Projektträger des XENOS-Sonderprogramms „Ausstieg zum Einstieg“. Hrsg. Ralf Melzer, Friedrich-Ebert-Stiftung, Forum Berlin, Projekt Gegen Rechtsextremismus. Berlin 2012.
- mit Dierk Borstel: Der Rechtsextremismus und sein gesteigertes Bedrohungspotential. In: Deutsche Zustände. VII, 2008, S. 284–293.
- Zu Rechtsextremismus und Ausstiegsprozessen. In: Blickpunkt Demokratie und Extremismus. (01/12), 2008, S. 1–10.
- Zu Aufstellungen des neuen Rechtsextremismus und „kultureller Subversion“ als Instrument. In: Forschungsjournal Neue Soziale Bewegungen. (4), 2008, S. 6–16.
- Kulturelle Hegemonie von rechts. In: Pflicht-Legitimation-Verantwortung (= Kulturpolitische Mitteilungen. Bd. 114). Kulturpolitische Gesellschaft e. V., Bonn 2006, S. 17.
- Volksgemeinschaft gegen McWorld. Rechtsintellektuelle Diskurse zu Globalisierung, Nation und Kultur. Unter Mitarbeit von Thomas Grumke. Leipzig: Klett (Bulletin / Zentrum Demokratische Kultur, 2003,3).
- Entwicklungen des Rechtsextremismus in Berlin von den 80ern bis heute. Landeskommission Berlin gegen Gewalt. Berlin 2001.
- Terroristische Tendenzen im militanten Rechtsextremismus. In: Uwe Backes und Eckhard Jesse (Hrsg.): Jahrbuch Extremismus & Demokratie. Bouvier Verlag, Bonn 1993, S. 156–168.
- Rechte Skinheads-Loite von hoite. Skins-Die Elite? In: Blickpunkt-Das Jugendmagazin. 42 (1), S. 28–29.
- Politische Gewalt in Ost-Berlin. Gutachten im Auftrag der unabhängigen Kommission gegen Gewalt des Senats des Landes Berlin, 1993.
- Wagner, Bernd; Wichmann, Fabian (2019): EXIT-Deutschland/HAYAT-Deutschland – Ausgangspunkte, Prinzipien und Richtpunkte der Aktivitäten von aus extremistischen Kontexten Ausgestiegener in der Counter- und Formaten der Bildungsarbeit. Arbeitspapier. Standards. ZDK Gesellschaft Demokratische Kultur gGmbH. Online verfügbar unter https://www.exit-deutschland.de/exit/?c=standards.
- Wagner, Bernd; Wichmann, Fabian; Krause, Ulrike; Kuhne, Steffen (2023): Extremismus und Organisierte Kriminalität. Aspekte zur Lage und Geschichte. Journal EXIT. In: Zeitschrift für die Radikalisierung und Demokratische Kultur (Blickpunkt Demokratie & Extremismus). Online verfügbar unter https://journal-exit.de/extremismus-und-organisierte-kriminalitaet/.
- Wagner, Bernd; Wichmann, Fabian; Krause, Ulrike; Benneckenstein, Felix (2023): Extremismus in Verbindung mit Organisierter Kriminalität. Zur Ökonomie Extremistisch-Politisch-Krimineller Komplexe. In: Journal EXIT. Zeitschrift für die Radikalisierung und Demokratische Kultur (Blickpunkt Demokratie & Extremismus, 2-2023). Online verfügbar unter https://journal-exit.de/extremismus-finanzierung/.
- Wagner, Bernd; Wichmann, Fabian; Krause, Ulrike (2024): Extremismus in Verbindung mit Organisierter Kriminalität. Nationale und Internationale Netzwerke. Journal EXIT. In: Zeitschrift für die Radikalisierung und Demokratische Kultur (Blickpunkt Demokratie & Extremismus, 1-2024). Online verfügbar unter https://journal-exit.de/rechtsextremismus-netzwerke/.
- Wagner, Bernd; Krause, Ulrike (2024): Extremismus in Verbindung mit Organisierter Kriminalität. Komplex Ülkücü – Graue Wölfe (Blickpunkt Demokratie & Extremismus). Online verfügbar unter https://journal-exit.de/graue-woelfe-rechtsextremismus/.
- Wagner, Bernd; Wichmann, Fabian; Krause, Ulrike (2024): Extremismus und Organisierte Kriminalität – Orientierungen zum Umgang mit EXOR-Komplexen im Beratungsalltag (Blickpunkt Demokratie & Extremismus). Online verfügbar unter https://www.exit-deutschland.de/file_download/72/Extremismus+und+Organisierte+Kriminalit%C3%A4t.+Handreichung.pdf.